# Vi kommer alltid ha Paris
„Vi kommer alltid ha Paris” – utwór szwedzkiej piosenkarki Veroniki Maggio z albumu Satan i gatan. Singel był notowany 8 tygodni osiągając najwyżej 18 miejsce na liście Top 60 Singles w Szwecji.

## Notowania na listach przebojów
| Kraj    | Lista (2011)   | Najwyższa pozycja |
| ------- | -------------- | ----------------- |
| Szwecja | Top 60 Singles | 18                |